# HD 21551
HD 21551，又名BD+47 844，SAO 38893、HR 1051，是一颗恒星，视星等为5.82，位于銀經148.42，銀緯-6.73，其B1900.0坐标为赤經3h 23m 33s，赤緯+47° -6.73′ 35″。